# Springfield, Illinois
Springfield là thủ phủ của tiểu bang Illinois và là quận lỵ của quận Sangamon. Theo điều tra dân số năm 2000 của Hoa Kỳ, thành phố này có 111.454 dân. Vùng đất của Springfield ngày nay đã có người định cư đầu tiên vào cuối thập niên 1810, khoảng vào thời gian Illinois trở thành một bang. Thành phố ban đầu được gọi là "Calhoun" theo tên Phó Tổng thống John C. Calhoun; khi tình cảm của công chúng quay sang chống Calhoun, thành phố đã được đổi tên thành Springfield. Abraham Lincoln là một trong những cư dân nổi bật và quan trọng từ xuất thân thành phố này, ông đã đến khu vực này vào năm 1831 và sống ở Springfield từ năm 1837 đến năm 1861. Cựu tổng thống Mỹ Ulysses S. Grant cũng sinh sống ở Springfield trong một thời gian ngắn năm 1861. Năm 1908, một cuộc bạo loạn lớn về chủng tộc đã nổ ra trong thành phố mà đỉnh điểm là sự hành hình hai cư dân người Mỹ gốc Phi.
Springfield nổi tiếng là nơi có các loại hình nghệ thuật như:ba lê, jazz và festival chuông chùm hàng năm. Các địa điểm thu hút khác có các điểm lịch sử có liên hệ với Lincoln.
Thành phố nằm ở trên một đồng bằng phần lớn bằng phẳng và các khu nông thôn bao quanh. Một hồ nhân tạo lớn, thuộc sở hữu của một công ty công ích, cung cấp nước uống và nơi vui chơi giải trí cho cư dân thành phố. Thời tiết ở thành phố này có đặc trưng của khu vực vĩ độ ở giữa, với mùa Hè và mùa Đông lạnh. Thời tiết mùa Xuân và mùa Hè giống với các thành phố trung-tây, thường có dông tố. Vùng này cũng có các cơn bão lớn nhưng hiếm khi xảy ra. Một trong những cơn bão hiếm hoi này là hai cơn bão tháng 3 năm 2006 đến đây. Đây là lần đầu trong 50 năm có trận bão như vậy ở Springfield.
Thành phố thuộc quản lý của một chính quyền dạng thị trưởng-hội đồng. Thành phố cũng là một đơn vị chính quyền "Quận thủ phủ". Ngoài ra, chính quyền tiểu bang Illinois cũng được đặt ở Springfield. Các cơ quan chính quyền bao gồm Nghị viện Illinois, Tòa án tối cao Illinois và Văn phòng thống đốc Illinois. Có 8 trường tư và công ở thành phố. Kinh tế của Springfield chủ yếu là dựa vào công ăn việc làm tại cá công sở, chiếm một tỷ lệ lớn nhân công của thành phố. Tỷ lệ thất nghiệp ở Springfield tăng lên từ mức 3,8% tháng 9 năm 2006 lên 5,1% tháng 2 năm 2007.